# Президентские выборы в Приднестровской Молдавской Республике (2001)
Президентские выборы в Приднестровье прошли 9 декабря 2001 года. Они были третьими президентскими выборами после провозглашения независимости ПМР. Вместе с президентом избирался вице-президент ПМР.

## Кандидаты
Участвовало три пары кандидатов:
- Игорь Смирнов (кандидат в президенты) и Сергей Леонтьев (кандидат в вице-президенты),
- Том Зенович (кандидат в президенты) и Владимир Кузнецов (кандидат в вице-президенты),
- Александр Радченко (кандидат в президенты) и Александр Яворский (кандидат в вице-президенты).

Паре Андрей Сафонов (кандидат в президенты) и Виктор Скок (кандидат в вице-президенты) было отказано в регистрации.

## Результат
Президентом ПМР был избран Игорь Смирнов, за которого проголосовало 208 617 избирателей, или 81,85 % приднестровцев, которые приняли участие в голосовании; за Зеновича — 17 018 человек (6,68 %), за Радченко — 11 853 человека (4,65 %). Всего в выборах участвовало 254 863 человека, или 62,89 % граждан, внесённых в списки для голосования.

## Критика
Наблюдатели отметили значительную подтасовку результатов выборов. Так, в Каменском районе, за Игоря Смирнова проголосовало 103,6 % избирателей. Несмотря на это, некоторые организации наблюдателей, такие как Миссия наблюдателей от СНГ на выборах, принимали участие в выборах и назвали их демократичными. Россия и Украина также послали своих наблюдателей.
Руководство Республики Молдова, а также ОБСЕ отказались признавать как законность выборов, так и их результаты.